# Traceroute

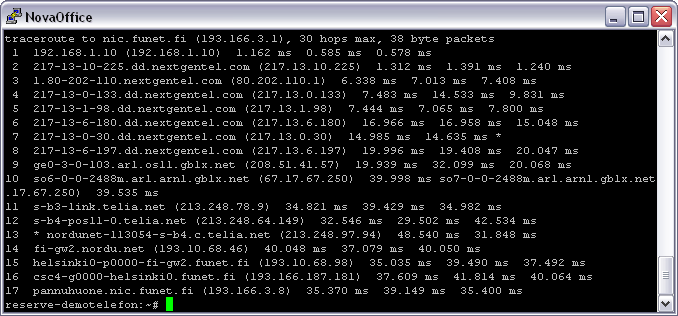
Rezultat produs de traceroute

Programul traceroute a fost conceput inițial ca o aplicație Unix care permite vizualizarea căii pe care circulă informațiile în mediul Internet, prin urmărirea unui pachet de date trimis de pe calculatorul local către un calculator sau server destinatar oarecare din Internet. Aplicația traceroute poate ajuta de exemplu la determinarea serverelor ce cauzează întârziere în livrarea mai departe a datelor, frânând astfel toată comunicația.
Traceroute este în mod curent disponibil pe majoritatea sistemelor de operare.

## Exemplu
Comunicație Estonia până în SUA. 195.80.96.219 (kauge.aso.ee) la 130.94.122.199 (larousse.wikipedia.org).
- comanda pentru Windows: tracert 130.94.122.199
- comanda pentru Linux sau Mac OS X: traceroute 130.94.122.199
- comanda pentru AS/400: QSYS/TRCTCPRTE RMTSYS('130.94.122.199')

```
1   et-gw.aso.ee
2   kjj-bb2-fe-0-1-4.ee.estpak.ee
3   noe-bb2-ge-0-0-0-1.ee.estpak.ee
4   s-b3-pos0-3.telia.net
5   s-bb1-pos1-2-0.telia.net
6   adm-bb1-pos1-1-0.telia.net
7   adm-b1-pos2-0.telia.net
8   p4-1-2-0.r00.amstnl02.nl.bb.verio.net
9   p4-0-3-0.r01.amstnl02.nl.bb.verio.net
10  p4-0-1-0.r80.nwrknj01.us.bb.verio.net
11  p4-0-3-0.r00.nwrknj01.us.bb.verio.net
12  p16-0-1-1.r20.mlpsca01.us.bb.verio.net
13  xe-1-2-0.r21.mlpsca01.us.bb.verio.net
14  xe-0-2-0.r21.snjsca04.us.bb.verio.net
15  p64-0-0-0.r21.lsanca01.us.bb.verio.net
16  p16-3-0-0.r01.sndgca01.us.bb.verio.net
17  ge-1-2.a03.sndgca01.us.da.verio.net
18  larousse.wikipedia.org
```